# Тіко північний
Тіко північний (Philesturnus rufusater) — вид горобцеподібних птахів родини коральникових (Callaeidae).

## Поширення
Ендемік Нової Зеландії. До появи європейців птах був досить поширеним на Північному острові. Через завезення людиною хижих ссавців та пацюків чисельність виду знизилась, птах вимер на більшій частині свого ареалу. На початку XX століття збереглася лише одна популяція птаха на невеликому острові Ген. З середини 1960-х років Служба дикої природи Нової Зеландії ініціювала програму розселення ендемічних вимираючих видів птахів, зокрема і тіко північного. Завдяки програмі, чисельність виду стала збільшуватись. Станом на 2013 рік, тіко північний розселений на 15 дрібних островах та 5 заповідниках Північного острова, а загальна чисельність його популяції становила 7000 особин.

## Опис
Птахи середнього розміру, до 25 см завдовжки та вагою 61-94 г. Зовні дуже схожі на шпаків, із закругленою головою, сильним і загостреним подовженим дзьобом, міцними ногами з добре розвиненими кігтями, закругленими крилами і відносно коротким клиноподібним хвостом. Від тіко південного відрізняється стрункішою формою тіла та невеликими відмінностями у забарвлені оперення.
Основне оперення чорного забарвлення, а основа хвоста, спина та крила мають колір лісового горіха. У самців біля основи дзьоба є карункули (м'ясисті відростки шкіри) червоно-помаранчевого кольору. У самиць карункули коричневі та меншого розміру.

## Спосіб життя
Живуть у невеликих зграях. Літають неохоче. Пересуваються на землі або на чагарниках, перестрибуючи з гілки на гілку. Живляться комахами, їхніми личинками, ягодами, фруктами, нектаром. Утворюють моногамні пари. Чашоподібне гніздо будують у чагарниках, невисоко над землею. У гнізді 2-4 сіруватих яйця. Яйця насиджує самиця, за пташенятами доглядають обидва партнери. Інкубація триває два тижня. Через три тижні після вилуплення пташенята можуть літати, але ще досить довго залишаються поруч з батьками.